# Víctor Guaglianone
Víctor Guaglianone, vollständiger Name Víctor Homero Guaglianone, (* 24. September 1936 in Montevideo) ist ein ehemaliger uruguayischer Fußballspieler.

## Karriere

### Verein
Der 1,72 Meter große Guaglianone, der auf der Position des rechten Half zum Einsatz kam, stand bereits 1954 in Reihen der Montevideo Wanderers. Er spielte für die Montevideaner mindestens von 1957 bis 1959 in der Primera División. In der Saison 1959 wurde er dort mit 13 erzielten Treffern Torschützenkönig. In der Spielzeit 1960/61 absolvierte er eine Partie (kein Tor) für den italienischen Erstligisten Lazio Rom. Anschließend war er ab 1961 wieder als Spieler für die Wanderers aktiv.  Dort stieg er in jenem Jahr mit dem Klub ab. Sein Team gewann jedoch in der Zweitligaspielzeit 1962 den Meistertitel. Daran war er mit seinen Toren als Zweitligatorschützenkönig jener Saison maßgeblich beteiligt. Zur Saison 1963 kehrte er somit mit den Wanderers ins uruguayische Fußballoberhaus zurück und stand auch im Folgejahr im Erstligakader. 1965 ist eine Karrierestation bei 9 de Octubre für ihn verzeichnet.

### Nationalmannschaft
Guaglianone gehörte der uruguayischen Junioren-Nationalmannschaft an, die 1954 an der Junioren-Südamerikameisterschaft in Venezuela teilnahm und den Titel gewann. Im Verlaufe des Turniers wurde er von Trainer Gerardo Spósito sechsmal (zwei Tore) eingesetzt. Er war auch Mitglied der A-Nationalmannschaft Uruguays, für die er zwischen dem 8. März 1959 und dem 13. Juli 1960 acht Länderspiele absolvierte, bei denen er vier Treffer erzielte. Mit der Celeste nahm er an der Südamerikameisterschaft im Dezember 1959 teil. Dort gewann er mit Uruguay den Titel.

### Erfolge
- Junioren-Südamerikameister: 1954
- Südamerikameister: 1959
- Torschützenkönig Primera División (Uruguay): 1959